# The Innocents (série télévisée)
Pour les articles homonymes, voir Les Innocents.
The Innocents ou L'Innocence sous toutes ses formes au Québec, est une série télévisée de 
science-fiction britannique en huit épisodes d'environ 50 minutes créée par Hania Elkington et Simon Duric, mise en ligne le 24 août 2018 sur Netflix.

## Synopsis
Harry et June, deux adolescents, ayant quitté leurs familles autoritaires, sont déconcertés par une étonnante découverte, June semble avoir un don…

## Distribution
- Sorcha Groundsell (VF : Claire Baradat) : June McDaniel
- Percelle Ascott (VF : Hervé Grull) : Harry Polk
- Guy Pearce (VF : Boris Rehlinger) : Bendik "Ben" Halvorson
- Jóhannes Haukur Jóhannesson (VF : Frédéric Souterelle) : Steinar
- Laura Birn (VF : Marie Chevalot) : Elena
- Sam Hazeldine (VF : Guillaume Orsat) : John
- Lise Risom Olsen (de) (VF : Maud Vincent) : Sigrid
- Nadine Marshall (VF : Annie Milon) : Christine Polk
- Abigail Hardingham (VF : Marie Tirmont) : Kam
- Arthur Hughes (VF : Pascal Nowak) : Ryan McDaniel
- Trond Fausa Aurvåg (VF : Jeff Esperansa) : Alf
- Ingunn Beate Øyen (no) (VF : Blanche Ravalec) : Runa
- Jason Done (VF : Renaud Marx) : Doug
- Philip Wright (VF : Franck Capillery) : Lewis Polk
- Andrew Koji (VF : Thibaut Belfodil) : Andrew

 Source et légende : version française (VF) sur RS Doublage et le carton de doublage Netflix.

## Production

### Attribution des rôles
En mi-février 2018, Guy Pearce joint la production dans le rôle de Halvorson aux côtés de Sorcha Groundsell et Percelle Ascott dans la peau des adolescents June et Harry.

### Tournage
Le tournage a principalement lieu en Angleterre, notamment Skipton dans le comté de Yorkshire du Nord, et en Norvège.

## Musique
Le 30 avril 2018, Carly Paradis annonce sur Twitter qu’elle compose la musique de la série.

### Fiche technique
Sauf indication contraire, les informations mentionnées dans cette section peuvent être confirmées par la base de données cinématographiques IMDb,  présente dans la section « Liens externes ».
- Titre original : The Innocents
- Titre québécois : L'Innocence sous toutes ses formes
- Création : Hania Elkington et Simon Duric
- Réalisation : Farren Blackburn et Jamie Donoughue
- Scénario : Simon Duric, Hania Elkington, Corinna Faith et Stacey Gregg
- Direction artistique : Donal Woods
- Décors : Mark Kebby
- Costumes : Matthew Price
- Photographie : Damien Pawle et David Procter
- Montage : Matthew Cannings, Richard Graham, Paul Knight et Sam Williams
- Casting : Daniel Edwards
- Musique : Carly Paradis
- Production : Charlie Pattinson, Elaine Pyke, Willow Grylls, Hania Elkington, Simon Duric et Farren Blackburn
- Société de production : New Pictures
- Société de distribution : Netflix
- Pays d'origine :  Royaume-Uni
- Langue originale : anglais
- Format : couleur
- Genre : surnaturel
- Nombre de saisons : 1
- Nombre d'épisodes : 8[1]
- Durée : 46–56 minutes
- Dates de première diffusion :
  - Belgique, France, Québec, Royaume-Uni, Suisse romande : 24 août 2018 sur Netflix

## Épisodes
1. Le Début de nous deux (The Start of Us)
2. Reste calme, il ne t'arrivera rien (Keep Calm, Come to No Harm)
3. Gomme à mâcher et Javel (Bubblegum & Bleach)
4. Deborah (Deborah)
5. Amateur passionné (Passionate Amateur)
6. D'autres comme toi (Not the Only Freak in Town)
7. Veux-tu aussi de moi ? (Will You Take Me Too?)
8. Prêt à tout (Everything. Anything)